# Lidia Klat-Wertelecka
Lidia Klat-Wertelecka (ur. 9 lipca 1967 w Kaliszu, zm. 22 kwietnia 2017) – polska prawnik, doktor habilitowany nauk prawnych, profesor nadzwyczajny Uniwersytetu Wrocławskiego i Uniwersytetu Opolskiego.

## Życiorys
W 1985 ukończyła III LO w Kaliszu. Absolwentka Wydziału Prawa, Administracji i Ekonomii Uniwersytetu Wrocławskiego, na następnie nauczyciel akademicki tego wydziału. W 1997 na tym wydziale na podstawie rozprawy pt. Pozycja gminy w postępowaniu administracyjnym napisanej pod kierunkiem Barbary Adamiak otrzymała stopień naukowy doktora nauk prawnych w zakresie prawa, specjalność: prawo i postępowanie administracyjne. Tam też w 2010 na podstawie dorobku naukowego oraz rozprawy pt. Niedopuszczalność egzekucji administracyjnej uzyskała stopień doktora habilitowanego nauk prawnych w zakresie prawa, specjalność: prawo administracyjne.
Została profesorem nadzwyczajnym w Zakładzie Postępowania Administracyjnego i Sądownictwa Administracyjnego Instytutu Nauk Administracyjnych Wydziału Prawa, Administracji i Ekonomii Uniwersytetu Wrocławskiego, kierownikiem Zakładu Postępowania Administracyjnego i Procedur Administracyjnych Uniwersytetu Opolskiego. Pracowała jako wykładowca na podyplomowych studiach administracji publicznej, samorządu terytorialnego, egzekucji administracyjnej, prawa gospodarki nieruchomościami, prowadzonych w Uniwersytecie Wrocławskiem i Uniwersytecie Opolskim, wykładała na podyplomowych studiach z zakresu windykacji wierzytelności w Uniwersytecie Ekonomicznym we Wrocławiu.
Pełniła funkcję redaktora naczelnego czasopisma naukowego "Prawo" w serii Acta Universitatis Wratislaviensis oraz zasiadała w Radzie Programowej czasopisma "Folia Iuridica Wratislaviensis". Dorobek naukowy stanowi kilkadziesiąt publikacji naukowych i opinii prawnych z zakresu postępowania administracyjnego, egzekucji administracyjnej, postępowania sądowo-administracyjnego oraz prawa samorządu terytorialnego.